# Bettina Limperg

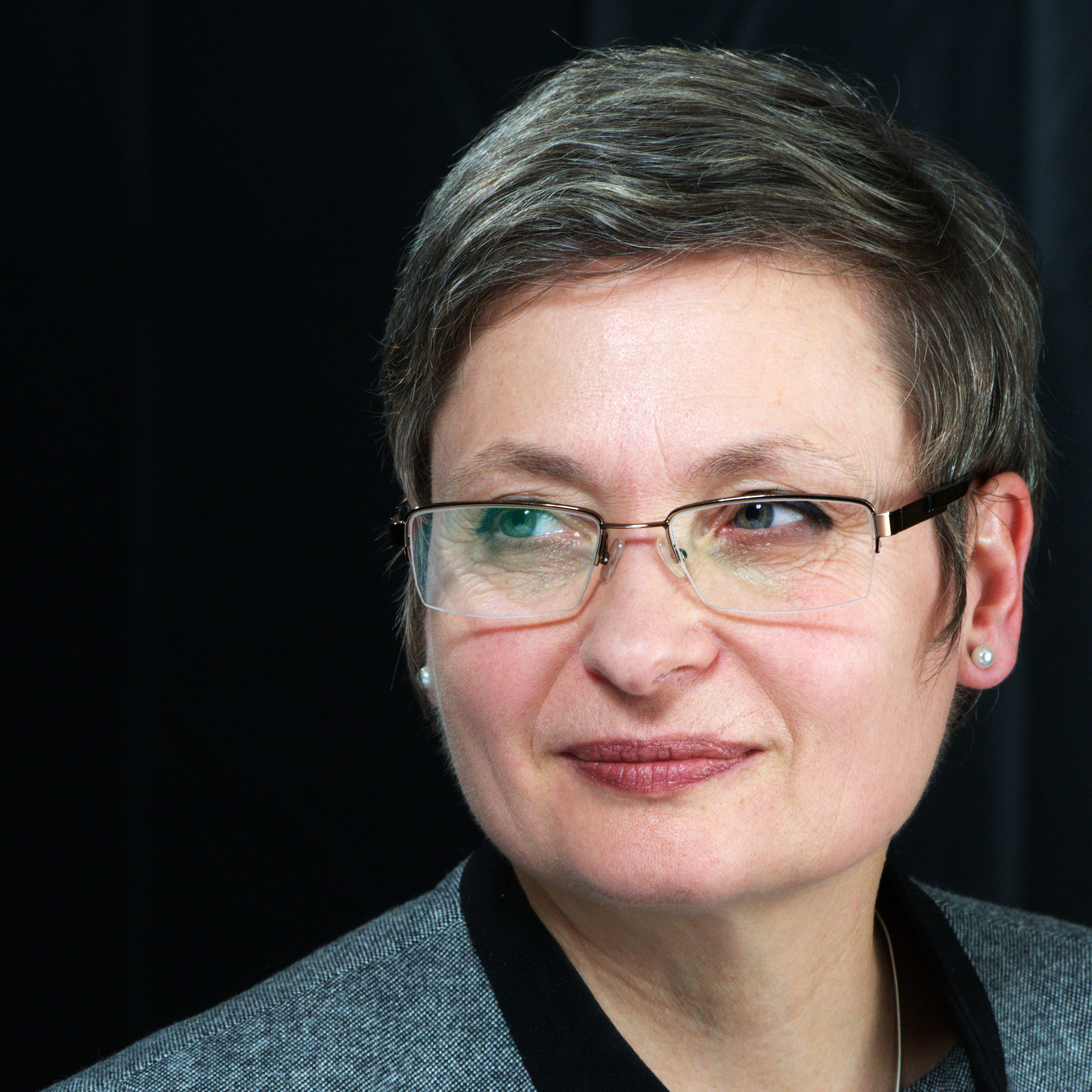
Bettina Limperg 2013

Bettina Limperg (* 5. April 1960 in Wuppertal-Elberfeld) ist eine deutsche Juristin. Sie ist seit dem 1. Juli 2014 Präsidentin des Bundesgerichtshofs und die erste Frau in diesem Amt.

## Leben und Wirken
Bettina Limperg legte 1979 das Abitur am Gymnasium Am Kothen in Wuppertal ab, an dem ihr Vater Lehrer für Mathematik und Physik und stellvertretender Schulleiter war. Die Teilnahme an einem Rechtskunde-Unterricht, den ein Vorsitzender Richter des Landgerichts Wuppertal gab, weckte ihr Interesse daran, Jura zu studieren. So studierte sie anschließend von 1979 bis 1984 in Freiburg und Tübingen Rechtswissenschaften und absolvierte 1984 das Erste Juristische Staatsexamen in Freiburg. Von 1985 bis 1988 war sie Rechtsreferendarin im Bezirk des Oberlandesgerichts Karlsruhe und Mitarbeiterin am Institut für öffentliches Recht der Albert-Ludwigs-Universität Freiburg und studentische Hilfskraft am Lehrstuhl von Ernst-Wolfgang Böckenförde. Nach dem Zweiten Juristischen Staatsexamen im Jahr 1989 wurde sie Staatsanwältin bei der Staatsanwaltschaft Stuttgart und 1990 Richterin auf Probe beim Amts- und Landgericht Stuttgart. Von 1991 bis 1994 war Limperg beim Landgericht in verschiedenen Strafkammern tätig. 1992 wurde sie zur Richterin am Landgericht („auf Lebenszeit“) ernannt. Von 1994 bis 1996 wurde sie an das Bundesverfassungsgericht abgeordnet, wo sie wissenschaftliche Mitarbeiterin im Dezernat von Ernst-Wolfgang Böckenförde war und sich mit Fragen des Asylrechts und des Staatskirchenrechts beschäftigte.
1996 kehrte sie als Richterin in einer Strafkammer an das Landgericht Stuttgart zurück. Daneben war sie zunächst Referentin für Bewährungshilfe, ab 1998 Präsidialrichterin. Im November 2001 wurde sie zur Erprobung an das Oberlandesgericht Stuttgart abgeordnet, der sich die Ernennung zur Richterin am OLG anschloss. Von 2004 bis Mai 2009 war Limperg Direktorin des Amtsgerichts Waiblingen. Im Juni 2009 erfolgte die Ernennung zur Vorsitzenden Richterin und Vizepräsidentin des Landgerichts Stuttgart.
Limperg ist parteilos. Am 15. Juni 2011 wurde sie als Nachfolgerin von Michael Steindorfner Ministerialdirektorin und erste weibliche Amtschefin des Justizministeriums Baden-Württemberg. Nachdem sie vom damaligen Bundesjustizminister Heiko Maas angesprochen worden war, wurde sie am 23. Mai 2014 auf Vorschlag der SPD vom Richterwahlausschuss zur Bundesrichterin gewählt. Die Berufung Limpergs durch das Bundeskabinett erfolgte am 11. Juni 2014. Am 1. Juli 2014 trat sie ihr Amt als Präsidentin des Bundesgerichtshofs an und wurde damit Nachfolgerin von Klaus Tolksdorf, der im Januar 2014 die Altersgrenze überschritt.
Ungewöhnlich bei dieser Berufung war, dass Limperg zuvor nie einen Senat des Bundesgerichtshofs oder eines Oberlandesgerichts führte, wie es für solch eine Berufung bisher üblich war. Beim Bundesgerichtshof ist sie Dienstvorgesetzte der Richter, Beamten und Tarifbeschäftigten (im Rahmen der sich durch die richterliche Unabhängigkeit (Artikel 97 des Grundgesetzes) ergebenden Grenzen). Zum anderen ist sie Richterin, die – kraft Gesetzes – den Vorsitz im Senat für Anwaltssachen, im Großen Senat für Zivilsachen, im Großen Senat für Strafsachen sowie in den Vereinigten Großen Senaten innehat.
Bettina Limperg ist Vorsitzende des Kuratoriums der Stiftung Forum Recht.
Sie lebt in Fellbach, ist verheiratet und hat zwei Kinder.

## Ehrenamtliches Wirken
- Für den Ökumenischen Kirchentag 2021 in Frankfurt am Main fungierte sie als evangelische Präsidentin.[11]
- seit 2013: Vorstandsmitglied des Vereins Projekt Chance (Förderung des Jugendstrafvollzugs in freien Formen)
- bis 2011: Vorstandsmitglied des Vereins der Richter und Staatsanwälte in Baden-Württemberg; zugleich Mitglied der Amtsrechtskommission des Deutschen Richterbundes

## Schriften
- Bettina Limperg: Personelle Veränderungen in der Staatsrechtslehre und ihre neue Situation nach der Machtergreifung. In: Ernst-Wolfgang Böckenförde (Hrsg.): Staatsrecht und Staatsrechtslehre im Dritten Reich,  C. F. Müller Verlag, Heidelberg 1985 ISBN 978-3-81141485-3
- Karlsruhe, Deutschland und Europa – vom Wirken einer BGH-Präsidentin in Juris Die Monatsschrift, Heft 4, April 2018, S. 173–175 (Interview)